# ألان روجرز
ألان روجرز (بالإنجليزية: Alan Rogers)‏ (3 يناير 1977 بليفربول في المملكة المتحدة - ) هو مدرب كرة قدم ولاعب كرة قدم بريطاني في مركز الدفاع. شارك مع منتخب إنجلترا تحت 21 سنة لكرة القدم. أما مع النوادي، فقد لعب مع برادفورد سيتي وليستر سيتي ونادي أكرينغتون ستانلي ونادي ترانمير روفرز لكرة القدم ونوتينغهام فورست وهال سيتي وويغان أتلتيك.

## وصلات خارجية
- ألان روجرز على موقع قاعدة بيانات كرة القدم.إي يو (الإنجليزية)
- ألان روجرز على موقع Soccerbase.com (لاعب) (الإنجليزية)
- ألان روجرز على موقع عالم كرة القدم.نت (الإنجليزية)